# Monte Maio
Il Monte Maio, alto 940,2 m s.l.m., è una delle cime dei monti Aurunci orientali, nel Lazio, nella provincia di Frosinone, tra i comuni di Coreno Ausonio e Vallemaio.